# Badula
Badula é um género botânico pertencente à família Myrsinaceae.

## Espécies
- Badula crassa
- Badula platyphylla
- Badula reticulata